# Bárdossy László
Bárdosi Bárdossy László (Szombathely, 1890. december 10. – Budapest, 1946. január 10.) magyar diplomata, politikus. 1941 és 1942 között a Magyar Királyság miniszterelnöke. Ő volt Magyarország második világháborús részvételének egyik fő irányítója.
Bárdossyt 1941 januárjában külügyminiszterré nevezték ki, majd Teleki Pál öngyilkosságát követően, áprilisban Horthy Miklós kormányzó őt kérte föl Teleki utódjául. A trianoni békeszerződés következtében elvesztett magyar területek visszaszerzésére törekedve erőteljesen németbarát külpolitikát folytatott, majd csatlakozott a Jugoszlávia elleni invázióhoz. Miniszterelnöksége alatt Magyarország hadat üzent a Szovjetuniónak, az Egyesült Királyságnak és az Egyesült Államoknak is.
1942 márciusában Horthy Miklós kormányzó leváltotta Bárdossyt a miniszterelnöki tisztségről. Az 1944-es német megszállást követően Bárdossy együttműködött a kollaboráns kormányokkal. A háború után a Népbíróság háborús bűnök és kollaboráció vádjával bűnösnek találta, és halálra ítélte. 1946 januárjában golyó általi halállal végezték ki.

## Családja és származása
Édesapja dr. bárdosi Bárdossy Jenő (1861–1934), Sáros vármegye főispánja, Vas vármegye főjegyzője, miniszteri tanácsos, a nagy múltú nemesi származású bárdosi Bárdossy családból, édesanyja felsőőri Zarka Gizella. Az apai nagyszülei bárdossi Bárdossy László (1819–1890), Zala vármegye első alispánja, királyi törvényszéki elnök és mesterházi Nagy Emília (1826–1884) voltak. Az anyai nagyszülei felsőeőri Zarka Dénes (1842–1895), királyi közjegyző és Tarczy Lenke (1845–1914) voltak.

## Élete
Jogot tanult Budapesten, Berlinben és Párizsban. Jogi doktori oklevelét 1912-ben szerezte a Budapesti Tudományegyetemen. 1918-tól miniszteri segédtitkár, 1921-től pedig miniszteri titkár volt. 1922-ben került a Külügyminisztérium sajtóosztályára, amelynek 1924-ben kinevezett vezetője lett. 1926-ban házasságot kötött belatini Braun Mariettával.
1926-ban lett miniszteri tanácsos, 1930-tól a londoni követség tanácsosa. Carlile Aylmer Macartney angol történész azt írta Bárdossyról, hogy a magyar politika legjobb embere volt Londonban, aki a legtöbb szimpátiát szerezte Magyarországnak.
1934. október 24-én nevezték ki Magyarország bukaresti követévé, ahol nagy tudása és korrekt viselkedése miatt a románok is tisztelettel és elismeréssel kezelték. A pozíciót külügyminiszteri tisztségbe lépéséig töltötte be.
1941. február 4-én lépett a betegségben elhunyt gróf Csáky István örökébe mint külügyminiszter.
Április 3-án, gróf Teleki Pál öngyilkosságát követően Horthy Miklós kormányzó miniszterelnökké nevezte ki, és a külügyminiszteri tárcát is megtartotta.
Világnézetét tekintve nem volt nemzetiszocialista, miniszterelnökségének idején, illetve az előtt sem látszott különösebben lelkesedni a német eszmékért, ám ugyanakkor aktív németbarát politikát folytatott. Kortársaival, Gömbös Gyulával vagy Imrédy Bélával ellentétben nem foglalkozott a magyar nemzeti ideológiával.

## Házassága
1930. június 23-án Budapesten feleségül vette a nemesi származású elvált belatini Braun Mariettát (Budapest, VIII. kerület, 1900. június 9. – Rio de Janeiro, 1973), belatini Braun Géza (1872–1931) pezsgőgyáros, huszárkapitány, a Vaskorona-rend lovagja és szentgyörgyi Horváth Margit (1870–1952) leányát. Braun Marietta első férje baáni Gombár Tivadar (1883–1951) őrnagy volt, akivel 1918. szeptember 30-án kötött házasságot Budapesten. A menyasszony apai nagyszülei belatini Braun József (1824–1903) pezsgőgyáros és zolyómi Wagner Irma (1844–1897) voltak; Braun József 1896. december 19-én kapta a nemességet és a belatini előnevet Ferenc József magyar királytól. A menyasszony anyai nagyszülei szentgyörgyi Horváth Zsigmond (1837–1892) királyi kamarás, földbirtokos és köbölkuti Ivánkovich Mária (1843–1911) voltak. Braun Gézáné szentgyörgyi Horváth Margit (1871–1952) első férje horogszegi Szilágyi Imre (1858–1916), Sopron vármegyei árvaszéki elnök, akitől született a lánya horogszegi Szilágyi Erzsébet (1889–1933), a MOVE országos női csoport elnöknője, vitéz jákfai Gömbös Gyula miniszterelnök második felesége és egyben Bárdossy Lászlóné belatini Braun Marietta féltestvére.

## Miniszterelnöksége

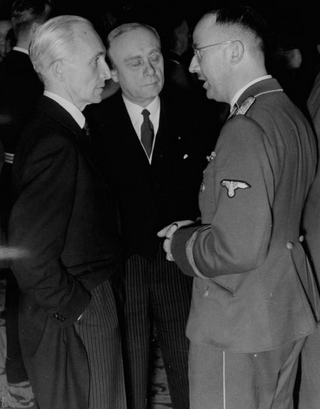
Bárdossy Sztójay Döme berlini követtel és a Gestapo főnökével, Heinrich Himmlerrel 1941 novemberében

Első miniszterelnöki feladata a Délvidék megszállása volt, amit általában a Jugoszláviával kötött örökbéke szerződés megszegésével hoznak kapcsolatba. Valójában Bárdossy nem szegte meg a Teleki-féle szerződést, mivel a jugoszláv határon 1941. április 6-án felvonuló magyar-német haderőből csak a német kontingens hatolt be Jugoszláviába, és Bárdossy még akkor sem üzent hadat Jugoszláviának, amikor április 6-a és 10-e között a jugoszláv légierő több alkalommal bombázott magyar területeket. Április 10-én azonban az önálló horvát állam kikiáltásával Jugoszlávia de facto megszűnt létezni, és a magyar csapatok 11-én léptek a Délvidék területére.
Júniusban terjesztette be a parlamentben a „harmadik zsidótörvény” javaslatát, amelyet a parlament az 1941. évi XV. törvénycikként fogadott el.
A törvény faji alapon határozta meg a „zsidó” fogalmát, megtiltotta a zsidók és nem zsidók házasságát és házasságon kívüli nemi érintkezését, amit „fajgyalázásnak” minősített; és bevezette a házasság előtti kötelező orvosi vizsgálatot.
A háborúban való magyar részvétel kérdésében szemben állt Werth Henrikkel, a honvéd vezérkar főnökével, Bartha Károly honvédelmi miniszterrel, közös platformot alkotva Horthy Miklóssal és Szombathelyi Ferenccel. Kassa bombázása (körülményei máig vitatottak) után egy nappal, 1941. június 27-én, végül maga is javasolta annak kinyilvánítását, hogy hadiállapotban állunk a Szovjetunióval.
Miniszterelnökségének idejére esik a kamenyec-podolszkiji mészárlás, amely a magyarországi holokauszt első állomása. 1941 nyarán mintegy húszezer zsidót a magyar hatóságok rendkívül mostoha körülmények között Ukrajnába deportáltak, ahol augusztus 27-28-án SS-alakulatok legéppuskázták őket. Ez volt a holokauszt első olyan tömeggyilkossága, amelyben az áldozatok száma öt számjegyű volt.
1941. december 11-én, Horthy Miklós kormányzó távollétében és a Minisztertanács hozzájárulása nélkül, német és olasz nyomásra bejelentette, hogy Magyarország hadiállapotban lévőnek tekinti magát az Amerikai Egyesült Államokkal.
1942 januárjában kormánya a kellő felhatalmazásokat megszerezve, német kérésre hozzájárult a Magyar 2. hadsereg felállításához és kiküldéséhez a keleti frontra, ezenkívül engedélyezte húszezer magyarországi német besorozását a Waffen-SS-be.
1942. március 7-én Horthy kívánságára lemondott a miniszterelnökségről. Helyére a kormányzó Kállay Miklóst nevezte ki.

## Élete 1945-ig
1943-ban könyvet jelentetett meg „Magyar politika a mohácsi vész után” címmel. Az Egyesült Keresztény Nemzeti Liga elnöke lett. 1944 májusában Szombathely országgyűlési képviselővé választotta. Októberben részt vett a Törvényhozók Nemzeti Szövetségének megalakításában, s annak egyik vezetője lett. 1945 elején Németországba menekült. Április 25-én beutazási vízumot kapott Svájcba. Itt egy vidéki gyűjtőtáborba került, ám diplomata útlevelére tekintettel szabad mozgást követelt magának és családjának, így ügye az igazságügyi és rendőrségi miniszterhez került. Május 4-én visszatoloncolták Németországba, ahol a megszálló amerikaiak letartóztatták, és október 3-án másokkal együtt Budapestre szállították.

## Népbírósági pere
A második világháború után felállított népbíróság Imrédy Bélával együtt tartotta perét – első fokon 1945. október 19-étől november 3-áig. Tárgyalása során, amely jogi hibáktól sem volt mentes, hűvös és fegyelmezett magatartást tanúsított, hatalmas történelmi és jogismeret birtokában érvelt és fogalmazott. Mind műveltségében, mind nyelvtudásában, helyenként jogi ismereteivel messze felülmúlta bíráit. Fölényes nyelvismeretével szinte visszaélt: a bíróság megzavarására idegen kifejezéseket használt, megesett ugyanakkor, hogy latin idézeteire Major Ákos felelt meg, angol fejtegetéseire pedig Szalai Sándor politikai ügyész.
Az ellene felhozott vádpontok:
- az 1941. áprilisi délvidéki bevonulás,
- az 1941. júniusi hadüzenet a Szovjetunió ellen,
- az 1941. decemberi hadüzenet az Amerikai Egyesült Államoknak,
- a miniszterelnöksége után a különböző jobboldali mozgalmakban betöltött szerepe,

Paradox módon a harmadik zsidótörvény beterjesztése és elfogadtatása nem szerepelt a vádpontok között.
A tárgyalásán hosszas vita folyt a hadüzenet, a hadiállapot és hadban állás fogalmáról, ami a mai napig is a nemzetközi jogászok vitáinak tárgya. A tárgyalás során úriember módján viselkedett az őt gyalázó, ordítozó, trágárkodó hallgatóság dacára is. Bárdossy ugyanakkor a párizsi békeszerződés ismételt igazságtalanságai nyomán újra éledő – bár a hatalom által elfojtani igyekezett – revizionista hangulatot próbálta felhasználni a hallgatóság maga mellé állítására, azzal, hogy a trianoni igazságtalanságokra hivatkozott a háborúba való belépés okaként. Rákosi Mátyás egy alkalommal jelent meg a tárgyaláson, ahol érzékelte a vádlott intellektuális fölényét és az általa szítani kívánt Trianon-ellenes hangulatot. Este gépkocsit küldött Major Ákoshoz, és figyelmeztette, hogy ne vitatkozzon Bárdossyval, hanem rövid kérdésekre rövid válaszokat követeljen, ezek hiányában vonja meg tőle a szót.
Védelme nem érvelt a nullum crimen sine lege kifogással, tehát azzal, hogy elkövetésük idején az általa elkövetett cselekmények nem minősültek bűncselekménynek; hivatkozott ugyanakkor a rebus sic stantibus elvére, vagyis arra, hogy az elkövetett cselekményeket azon körülmények között kell értékelni, amikor és ahol azokat elkövette. A még hatályos 1848: III. tc. alapján vitatta a népbíróság hatáskörét, hiszen szerinte volt miniszterelnök felett csak e célra felállított parlamenti különbíróság ítélkezhetett. A másodfokú tárgyaláson védője semmisségi panaszt nyújtott be arra hivatkozva, hogy a tanácsvezető bíró, Major Ákos nem rendelkezett az ún. egységes bírói és ügyvédi képesítéssel.
Kötél általi halálra ítélték, az ítéletet a Nemzeti Főtanács kegyelemből golyó általi halálra módosította. Az ítéletet 1946. január 10-én végrehajtották a Markó utcai fegyház (ma: Fővárosi Büntetés-végrehajtási Intézet) udvarán.
Egy történet szerint bekötetlen szemmel állt a kivégzőosztag elé, és a sortűz eldörrenése előtt néhány pillanattal felnézett az égre, magasba emelte mindkét kezét, és így kiáltott: – „Uram, szabadítsd meg az országot ezektől a banditáktól!”

## Emlékezete
A népbíróságokon háborús bűnökkel vádoltak közül az ő szerepe és felelőssége osztotta meg leginkább a magyar közvéleményt. Bárdossy személyéről és tetteiről kivégzése óta bizonyos körökben vita folyik. Egyesek, többek közt  Schmidt Mária (Diktatúrák ördögszekerén, 1998) ugyanis az 1945 utáni első kirakatper áldozatát látják benne.
A MIÉP 2001-ben a Legfőbb ügyészségnél perújítási eljárást kezdeményezett ügyében.

## Művei
- Jegyzetek az állam keletkezésének kérdéséhez; Lampel, Bp., 1917
- Teleki Pál gróf Széchenyi István nyomdokában; Franklin Ny., Bp., 1942
- Makay Dezső, Bárdossy László beszéde; Egyesült Keresztény Nemzeti Liga, Bp., 1943
- Magyar politika a mohácsi vész után; Egyetemi Ny., Bp., 1943 (hasonmásban: 1992)
- Magyar sors, magyar feladat Bárdossy László beszédei; Egyesült Keresztény Nemzeti Liga, Bp., 1943
- Két világ között; Minerva Ny., Kolozsvár, 1943
- A nemzet védelmében. Utolsó beszédei az ún. népbíróság előtt; bev., utószó Esső Sándor; Duna, Fahrwangen, 1976
- A nemzet védelmében. Bárdossy László utolsó beszédei az un. Népbíróság előtt; Gilde, Fahrwangen, 1996 (Gilde könyvek)

### Angolul
- Clementis-Záhony Botond: Bárdossy Reconsidered: Hungary's Entrance into World War II. In: Triumph in Adversity (New York, 1988)
- Nandor F. Dreisziger: "A Dove? A Hawk? Perhaps a Sparrow: Bárdossy Defends his Wartime Record before the Americans, July 1945," in Hungary Fifty Years Ago N.F. Dreisziger ed. (Toronto and Budapest: special issue of the Hungarian Studies Review, Vol. XXII, Nos. 1–2, 1995), pp. 71–90.
- Nandor F. Dreisziger: "Prime Minister László Bárdossy was Executed 50 Years Ago as a 'War Criminal'," in Tárogató: the Journal of the Hungarian Cultural Society of Vancouver, Vol. XXIII, no. 11 (1996. november), pp. 56–57.
- Nandor F. Dreisziger: Was László Bárdossy a War Criminal? Further Reflections In: Hungary in the Age of Total War 1938–1948 (Bradenton: East European Monographs, distr. through Columbia University Press, 1998) pp. 311–320.

### Magyarul
- Bárdossy László, az író; összeáll. Kunszery Gyula; Magyar Nemzet, Bp., 1942
- Ábrahám Ferenc – Kussinszky Endre (szerk.): Ítél a történelem. A Bárdossy-per / a Magyar Országos Tudósitó és a Magyar Távirati Iroda hivatalos kiadásaiból (Budapest, 1945)
- A Szociáldemokrata Párt vádat emel... Két vádbeszéd egy rendszer ellen / Szalay Sándor vádbeszéde Bárdossy László perében / Horváth Zoltán vádbeszéde Imrédy Béla perében; bev. Justus Pál; Népszava, Bp., 1945
- A Bárdossy-per, I. A vád. A Magyar Országos Tudósító és a Magyar Távirati Iroda hivatalos kiadásaiból; szerk. Ábrahám Ferenc, Kussinszky Endre; Magyar Központi Híradó, Bp., 1945 (Híradó könyvtár)
- A Bárdossy-per, II. A tárgyalás és az ítélet. A Magyar Országos Tudósító és a Magyar Távirati Iroda hivatalos kiadásaiból; szerk. Ábrahám Ferenc, Kussinszky Endre; Magyar Központi Híradó Ny., Bp., 1945 (Híradó könyvtár)
- Juhász Gyula: A Teleki-kormány külpolitikája. 1939–1941; Akadémiai, Bp., 1964
- Pritz Pál (szerk.): Bárdossy László a Népbíróság előtt (Maecenas, Budapest, 1991) (dokumentumok)
- Jaszovszky László (szerk.): Bűnös volt-e Bárdossy László? (Püski, Budapest, 1996) (az elsőfokú tárgyalás jegyzőkönyve)
- Czettler Antal: A mi kis élethalál kérdéseink – A magyar külpolitika a hadbalépéstől a német megszállásig (Magvető, Budapest, 2000)
- Perjés Géza: Bárdossy László és pere In. Hadtörténelmi közlemények 113. 2000. 4. 771–840.
- Pritz Pál: A Bárdossy-per; Kossuth, Bp., 2001 (Híres politikai perek)
- Jaszovszky László: Észrevételek Perjés Géza "Bárdossy László és pere" című tanulmányához In. Hadtörténelmi közlemények 114. 2001. 4. 711–725.
- Clementis-Záhony Botond: Hozzászólás Perjés Géza Bárdossy-tanulmányához In. Hadtörténelmi közlemények 114. 2001. 4. 726–734.
- Pritz Pál: Válasz Perjés Gézának In. Hadtörténelmi közlemények 114. 2001. 4.
- Pritz Pál: Bárdossy László a népbíróság előtt, História, 1994/1. 24. o.
- Perjés Géza: Viszontválasz Pritz Pálnak In. Hadtörténelmi közlemények 114. 2001. 4.
- Pritz Pál: Bárdossy László; Elektra Kiadóház, Bp., 2001 (Élet-kép sorozat)
- Bokor Imre: Gróf Teleki Pálról és Bárdossy Lászlóról; Szenci Molnár Társaság, Bp., 2002 (A Herman Ottó Társaság nemzetpolitikai sorozata)
- Szerencsés Károly: "Az ítélet: halál". Magyar miniszterelnökök a bíróság előtt: Batthyány Lajos, Bárdossy László, Imrédy Béla, Szálasi Ferenc, Sztójay Döme, Nagy Imre; Kairosz, Bp., 2002